# Episodi di A tutto reality - All-Stars
Questa è la lista degli episodi di A tutto reality - All Stars, una serie animata televisiva canadese che ha debuttato il 10 settembre 2013 sul canale Cartoon Network negli Stati Uniti. In Canada è andato in onda dal 9 gennaio 2014 su Teletoon, mentre in Italia è andato in onda dal 3 marzo 2014 su K2. La quinta stagione è composta da 13 episodi della durata di 22 minuti ciascuno.
| nº | Titolo originale                        | Titolo italiano           | Prima TV USA      | Prima TV Canada  | Prima TV Italia |
| -- | --------------------------------------- | ------------------------- | ----------------- | ---------------- | --------------- |
| 1  | Heroes vs. Villains                     | Eroi contro Malvagi       | 10 settembre 2013 | 9 gennaio 2014   | 3 marzo 2014    |
| 2  | Evil Dread                              | Pezzi di Puzzle           | 17 settembre 2013 | 9 gennaio 2014   | 3 marzo 2014    |
| 3  | Saving Private Leechball                | Guerra nella foresta      | 24 settembre 2013 | 16 gennaio 2014  | 4 marzo 2014    |
| 4  | Food Fright                             | Gara di sbafo             | 1º ottobre 2013   | 23 gennaio 2014  | 5 marzo 2014    |
| 5  | Moon Madness                            | Chiari di luna            | 8 ottobre 2013    | 30 gennaio 2014  | 6 marzo 2014    |
| 6  | No one Eggspects The Spanish Opposition | Uova a sorpresa           | 15 ottobre 2013   | 6 febbraio 2014  | 7 marzo 2014    |
| 7  | Suckers Punched                         | Amiche per sempre         | 22 ottobre 2013   | 13 febbraio 2014 | 10 marzo 2014   |
| 8  | You Regatta Be Kinding Me               | La corsa sabotata         | 29 ottobre 2013   | 20 febbraio 2014 | 11 marzo 2014   |
| 9  | Zeek And Ya Shall Find                  | La caccia al tesoro       | 5 novembre 2013   | 27 febbraio 2014 | 12 marzo 2014   |
| 10 | The Obsta-kill Kourse                   | La coppia vincente        | 12 novembre 2013  | 6 marzo 2014     | 13 marzo 2014   |
| 11 | Sundae Muddy Sundae                     | Gusti misti               | 19 novembre 2013  | 13 marzo 2014    | 14 marzo 2014   |
| 12 | The Bold and the Booty-ful              | L'audace e il bel bottino | 26 novembre 2013  | 20 marzo 2014    | 17 marzo 2014   |
| 13 | The Final Wreck-ening                   | L'isola che non c'è       | 3 dicembre 2013   | 27 marzo 2014    | 18 marzo 2014   |

## Eroi contro Malvagi
- Titolo originale: Heroes vs. Villains

### Trama
Dopo aver trascorso un anno in prigione, Chris torna al Campo Wawanakwa, decontaminato dai rifiuti tossici della stagione precedente, per un'altra stagione di A tutto reality. 14 concorrenti passati si sfideranno per un altro premio di 1000000 $ e li divide in gruppi in base alle loro performance passate. Heather, Duncan, Lightning, Jo, Scott e Gwen diventano gli Avvoltoi Malvagi, mentre Mike, Zoey, Cameron, Sam, Courtney, Lindsay e Sierra diventano i Criceti Eroici. Dopo alcune lamentele di Jo, Chris dà agli Avvoltoi un robot. Nella prima sfida della stagione, le squadre devono tuffarsi dalla scogliera della prima stagione in un lago infestato da squali per trovare una chiave per l'Hotel Benessere, dove i vincitori di ogni sfida passeranno la notte, mentre i perdenti staranno nelle baracche. Tuttavia, una persona di ogni squadra deve spingere i giocatori in albergo dentro dei passeggini della terza stagione, Lindsay e Jo sono scelti a spingere per le loro squadre. Chi trova la chiave giusta vince. Durante la sfida, Scott scopre che è ancora presente Zanna, lo squalo munito di arti della stagione precedente, oltretutto, il robot cadendo in acqua finisce in pasto agli squali, ma esplode e rivela di avere all’interno Alejandro Burromuerto e rivela di essere stato sigillato al suo interno dopo la fine della terza stagione e finisce per vincere la sfida per gli Avvoltoi. Nel frattempo, Gwen cerca di scusarsi con Courtney per quello che è successo tra di loro durante la terza stagione, ma Courtney non ne vuole sapere. Alla cerimonia di eliminazione, nelle quali in questa stagione la squadra vincitrice starà nella Tribuna Arachide, in seguito alla sfida Lindsay viene eliminata dalla sua squadra e lascia l'isola con un gabinetto gigante chiamato il Gabinetto della Vergogna. Chris inoltre istituisce una nuova regola: un concorrente della squadra vincitrice dovrà passare la notte sull'isola dei teschi, dove potrà cercare la statuetta dell'immunità della quarta stagione.
- Vincitori: Avvoltoi
- Eliminazioni: Lindsay
- Sull'isola dei teschi: Lightning

## Pezzi di Puzzle
- Titolo originale: Evil Dread

### Trama
Durante la notte le personalità di Mike (Chester, Svetlana, Vito, Manitoba) discutono sulla minaccia che sta arrivando (Mal). Prima che Mike si svegli sono preoccupati se il padrino (Mike) cercherà di sopprimerli di nuovo. Appena i concorrenti si svegliano, Chris li avvisa di una sfida: dovranno trovare i pezzi delle statue della 3ª stagione, ma bisogna stare attenti alle trappole. Cameron tocca una bomba fatta di panni sporchi di Chef e questa esplode, e dopo il ragazzo trova un cappello e decide di metterlo a Mike per poter far entrare in gioco Manitoba, per essere avvantaggiati non avendo le pale come la squadra degli Avvoltoi Malvagi. Grazie a Manitoba i Criceti riescono a trovare dei pezzi e nel frattempo Manitoba ci prova con Zoey, ma lei dice che è fedele solo a Mike e quindi Manitoba lascia perdere. Scott, intanto, sabota i Criceti, ma Manitoba lo scopre e per Scott sono guai. Mentre era girato Scott per sbaglio colpisce Manitoba con la pala e quest'ultimo cade a terra, rientrando nel subconscio di Mike, a cui avverte che il fratello più malvagio si sta svegliando (Mal). Alla fine i Criceti vincono grazie a Manitoba, e quindi gli Avvoltoi sono costretti ad eliminare qualcuno di loro. A venire eliminato sarà Lightning, accusato di essersi vantato troppo e di aver contato male i pezzi di monumento raccolti dalla sua squadra. Prima di infilarsi nel gabinetto, Lightning scopre che Jo ha costretto gli Avvoltoi ad eliminarlo, ed allora giurerà vendetta contro Jo.
- Vincitori: Criceti
- Eliminazioni: Lightning
- Sull'isola dei teschi: Sam

## Guerra nella foresta
- Titolo originale: Saving Private Leechball

### Trama
Nella cabina dei perdenti, i maschi degli Avvoltoi si lamentano per le condizioni del dormitorio e sentono la mancanza dell'Hotel Benessere. Nella cabina femminile, invece, Heather accusa Jo di essere responsabile della perdita della sfida precedente e Gwen, stanca dei loro battibecchi, dice che la colpa è di tutti, poiché nessuno ha fatto lavoro di squadra. Nell'Isola dei Teschi, Sam, a causa di uno scoiattolo, viene sbranato dagli orsi, mentre nell'Hotel Benessere Mal prende il sopravvento e rompe il suo videogame. Heather e Jo, per avere il comando della squadra, si scusano con Gwen per quello che è successo e le dicono che ha pienamente ragione sul fatto che non fanno lavoro di squadra. In seguito Chris convoca i concorrenti per annunciare la sfida: nella foresta ci sono due contenitori, uno con dei fucili da paintball e l'altro con delle fionde. La squadra che arriva per prima sceglie con quale arma fornirsi per poi colpire i concorrenti della squadra avversaria. Invece di usare i colori come nella 1a stagione, però, i concorrenti dovranno usare le sanguisughe. I primi ad arrivare ai contenitori sono gli Avvoltoi Malvagi, che si impossessano dei fucili. Mentre Jo, Heather, Scott e Duncan litigano per il cannone, Alejandro cerca di aggraziarsi Gwen, con gli stessi intenti di Heather e Jo. Inizia la battaglia di sanguisughe. Jo colpisce erroneamente Scott e quindi dà un punto ai Criceti. Cameron sta per colpire Gwen, ma Duncan si mette in mezzo e viene colpito al posto della ragazza. Jo tenta di colpire Courtney, ma questa usa Sam per ripararsi dall'attacco. Zoey colpisce Jo e fa vincere la sfida ai Criceti Eroici. I Criceti scoprono che qualcuno ha rotto il videogame di Sam. Cameron si offre di andare sull'Isola dei Teschi, Jo viene eliminata poiché ha colpito Scott e Chris fa scambiare di squadra Courtney e Duncan.
- Vincitori: Criceti
- Eliminazioni: Jo
- Sull'isola dei teschi: Cameron

## Gara di sbafo
- Titolo originale: Food Fright

### Trama
I Malvagi sono molto tristi perché hanno perso due volte di fila e devono dormire nelle cabine cattive per una seconda notte. Courtney, inoltre, non è contenta di dover stare di nuovo in squadra con Gwen e Heather. Nel frattempo, Cameron sopravvive facilmente all'esilio dopo essere stato scambiato per un idrante da un orso, grazie alla lettura di consigli di sopravvivenza tra le due stagioni. All'Hotel Bennessere, i Criceti Eroici sono molto felici che Duncan è nella loro squadra e lo salutano con una festa. Tuttavia, una volta che Sierra cerca di scattare una foto di loro, lei poi si accorge che il suo telefono è rotto, così lei è molto triste che il suo collegamento con Cody è perduto. Sierra poi immagina tutta la sua squadra come tanti Cody. Più tardi si scopre che era stato Mal (Mike) a rompere il telefono di proposito. Il giorno dopo la sfida inizia e Chris dice che devono mangiare pancake giganti e poi correre attraverso un percorso ad ostacoli e cercare di non vomitare. Entrambe le squadre devono correre per vedere chi mangia i pancake più veloce e chiunque vomiti è fuori. Sierra è la prima ad andare ed è immediatamente squalificata. Più tardi la sfida progredisce e i Malvagi rimangono in testa, mentre gli Eroi stanno mangiando molto lentamente. Nel frattempo, Scott si innamora di Courtney mentre Mike inizia un'amicizia con Duncan, dopo che lui trova la voce di Mike molto familiare. Improvvisamente gli eroi iniziano a recuperare, grazie a Sam. Alla fine, i Criceti vincono di nuovo, ma alla cerimonia di eliminazione, Chris rivela che Sam aveva truffato, così gli eroi perdono e devono votare qualcuno fuori. Sam viene eliminato per truffa, così prende il Gabinetto della Vergogna, poi rimane incastrato e Chris costringe Chef a "sbloccare" la toilette.
- Vincitori: Avvoltoi
- Eliminazioni: Sam
- Sull'isola dei teschi: Scott

## Chiari di luna
- Titolo originale: Moon Madness

### Trama
Chris avvisa i concorrenti della sfida giornaliera: si tratta di portare tutta la squadra al traguardo situato nella punta estrema dell'isola fronteggiando al plenilunio blu che farà diventare i piccoli animali creature malvagie e i grandi gentili e volenti di coccole. I Criceti eroici dovranno portare una penalità per aver perso mentre gli Avvoltoi vincono e guadagnano un vantaggio. Durante la luna blu, accade un evento insolito: Mike e Mal si scambiano di posto essendo gli opposti di carattere (oppure perché quella è l'unica personalità libera, e non imprigionata). Mal cerca al momento di comportarsi come Mike, ma quando scopre che Cameron sta scoprendo qualcosa, decide di lasciarlo in pasto agli animali, e così Cameron viene salvato da Sierra. Heather fa finta di essere carina e gentile, per far sembrare di essere sotto effetto del plenilunio. Gli Avvoltoi sono separati, perché hanno una scelta: Gwen non vuole attraversare il ponte; intanto, Duncan ha dei sospetti su Mal perché ricorda la sua voce, e quindi pensa, ma fallisce a causa di un uccellino cattivo liberato da Mal. Dopo Mal cerca di buttare Zoey dal dirupo colpendola in testa, ma ad un tratto arrivano Sierra e Cameron e Mal non fa in tempo a colpire Zoey. Gli Avvoltoi vincono la sfida; alla cerimonia di eliminazione, a cui dovranno assistere i Criceti, Cameron decide di autoeliminarsi e di infilarsi lui nel gabinetto, cercando di far stare calma Sierra che lo scambia per Cody. Chris, però, decide di rimetterlo nel gioco, e piuttosto lo sposta negli Avvoltoi, con preoccupazione di Sierra.
- Vincitori: Avvoltoi
- Eliminazioni: Nessuna
- Sull'isola dei teschi: Scott

## Uova a sorpresa
- Titolo originale: No one Eggspects The Spanish Opposition

### Trama
Courtney affronta in modo sarcastico l'entrata di Cameron tra gli Avvoltoi Malvagi. Gwen però si dimostra gentile con il ragazzo, facendogli vedere che in quella squadra non ci sono solo cattivi soggetti. Heather, per evitare l'eliminazione, propone ad Alejandro di allearsi con lei e il ragazzo accetta. Tuttavia Alejandro si vuole vendicare di Heather e questa vuole eliminarlo. Duncan ha paura che stia diventando buono e Mal rivela nel confessionale di aver rotto il suo coltello mentre dormiva. Sierra è triste per il cambio di squadra di Cameron e Zoey inizia ad avere paura di Mike/Mal. Chris dirige i concorrenti nel Bosco del Diletto e, tramite un maxi-schermo, avvisa i concorrenti della sfida di quel giorno: dovranno andare alla ricerca di uova dei mutanti che risiedono nel bosco. La squadra che arriva per prima a sei punti vince la sfida. Inoltre, il concorrente che farà vincere la squadra, avrà diritto ad un bonus. Sierra propone a Cameron di cercare assieme le uova, ma il ragazzo le ricorda che non fanno più parte della stessa squadra, così Sierra inizia a disperarsi. Heather, per eliminare Alejandro, dice a Courtney e a Scott che Alejandro ha intenzione di eliminare quest'ultimo e a Gwen e a Cameron che vuole eliminare quest'ultimo. Heather trova la statuetta dell'immunità e la nasconde per poi tornare a riprendersela, ma Alejandro vede tutto. Zoey dice a Mike che se un colpo alla testa gli ha fatto perdere il controllo delle personalità, forse un altro colpo glielo farà riprendere. Tuttavia non ha intenzione di colpirlo e gli dice che di sicuro Cameron ha un'idea migliore. Grazie a Mike e a Zoey, i Criceti Eroici vincono la sfida. Heather torna a prendere la statuetta ma non la trova più e pensa che sia opera di Chris. Mike si colpisce con un masso in confessionale ma le cose prendono una tremenda piega quando, invece di tornare ad avere il controllo delle personalità, Mal prende il suo posto. Durante la cerimonia dell'eliminazione, Gwen dice a Courtney che è stanca di mettere i ragazzi davanti alle amicizie e le promette che voterà chi vuole lei. Gli Avvoltoi Malvagi votano per l'eliminazione di Alejandro, ma lui si alza (cosa che fa capire che le sue gambe sono in ottime condizioni) e mostra a tutti la statuetta dell'immunità che aveva preso precedentemente da Heather. Alejandro è quindi immune e a finire nel Gabinetto della Vergogna è Heather.
- Vincitori: Criceti
- Eliminazioni: Heather
- Sull'isola dei teschi: Mike

## Amiche per sempre
- Titolo originale: Suckers Punched

### Trama
Per la nuova sfida Chris costringe i concorrenti ad affrontare su un ring in un match di pugilato le loro peggiori paure, le quali verranno scelte casualmente tramite una ruota. Vince la prima squadra che batte l'avversario tre volte. Avendo vinto la sfida nella puntata precedente, Zoey viene esclusa dalla sfida come premio. Zoey inoltre viene avvertita da Duncan riguardo all'esistenza di Mal. La ruota però è truccata e così ad ogni sfidante capita la paura corrispondente. Scott si ritrova contro Zanna, Sierra si ritrova contro la madre dei suoi due cuccioli e Alejandro Burromuerto con sua sorpresa si ritrova contro suo fratello maggiore Josè. Quando però quest'ultimo, oltre ad insultare lui, definisce Heather poco attraente Alejandro si arrabbia e riesce a batterlo per la prima volta (dimostrando il suo amore per la ragazza). Cameron smaschera il trucco di Chris riguardo alla ruota, così Mal si trova contro la paura di Cameron: Izzy travestita da ragno. Quando la ragazza percepisce qualcosa di strano (Mike che nella sua mente tenta di ribellarsi al controllo di Mal) in Mal quest'ultimo la picchia con violenza. Cameron si ritrova contro le talpe giganti mentre Duncan contro un uccellino innocente a cui è incapace di fare male. Per il match finale Gwen si ritrova contro Courtney. Le due non vogliono combattere, ma Chris mostra a Courtney dei vecchi filmati di Gwen che bacia Duncan per far innervosire la ragazza. Le due ragazze vengono così alle mani, ma alla fine fanno definitivamente pace diventando buone amiche. Vincono gli Avvoltoi a cui viene data la possibilità di scegliere chi mandare via degli avversari; scelgono Sierra sotto richiesta di Cameron e la ragazza viene scaricata, con grande entusiasmo dato che ora può ritornare dal vero Cody e i criceti scelgono Alejandro come malvagio che va sull'isola dei teschi.
- Vincitori: Avvoltoi
- Eliminazioni: Sierra
- Sull'isola dei teschi: Alejandro

## La corsa sabotata
- Titolo originale: You Regatta Be Kidding Me

### Trama
Chris annuncia lo scioglimento delle due squadre con i concorrenti che ora lotteranno per sé stessi. La sfida della puntata è una corsa in barca attorno all'isola. Alejandro è il primo a salire su una barca, seguito da Courtney e Gwen (ormai diventate amiche del cuore e decise ad arrivare in finale insieme). Gli altri sono costretti ad arrangiarsi su una zattera a causa di Mal che sabota tutte le altre imbarcazioni prima di prenderne una per sé. Dentro la sua mente Mike incontra Chester, costretto a vendere skateboard, e lo convince ad unirsi a lui contro Mal; i due si incamminano verso la "torre di controllo". Nel frattempo, proprio a causa dei sospetti sullo strano comportamento di Mike, Zoey decide di mettersi in pericolo facendosi attaccare dai piranha dato che Mike è sempre intervenuto per salvarla. Mike riprende temporaneamente il controllo, ma Mal lo riprende e per sviare i sospetti su di lui salva Zoey. Alla fine, tra guasti e stratagemmi vari, a vincere la sfida è Alejandro. Ma, con sorpresa di tutti, la villa sul mare di Chris salta in aria all'improvviso. Il colpevole è Duncan, stanco del fatto che tutti ormai lo considerassero buono. Perciò, invece di fare la cerimonia di eliminazione, Chris decide di eliminare direttamente Duncan che finisce per essere arrestato e portato in prigione. Nel frattempo si scopre che Mal aveva truccato i voti per eliminare Cameron.
- Vincitori: Alejandro
- Eliminazioni: Duncan

## La caccia al tesoro
- Titolo originale: Zeek And Ya Shall Find

### Trama
Chris organizza un episodio speciale di "A tutto reality" per festeggiare la centesima puntata, ma i suoi piani vengono ostacolati da Ezekiel (mostro) che lo rapisce, costringendo tutti gli altri concorrenti a salvarlo. Così partono a cercarlo nella miniera ma si dividono: Zoey con Gwen, Courtney con Scott (con i due che, dopo un bacio accidentale, decidono di mettersi insieme), Mike/Mal con Cameron e Alejandro da solo. Cameron è preoccupato perché ha trovato i voti truccati nel letto di Mal (il ragazzo voleva incastrare Alejandro, che però l'aveva visto su una telecamera, e quindi aveva spostato i voti), ma quest'ultimo cerca di riprendere la sua fiducia. Zoey viene catturata da Ezekiel mentre Gwen scappa, Mal spinge Cameron a baciare Courtney dando la colpa alla ragazza, così Scott litiga con Courtney mentre Mal e Cameron vanno via. Scott e Courtney, durante la loro lite, vengono catturati. Intanto Cameron cade in un buco e si aggrappa a una radice e Mal lo abbandona alla sua sorte. Alejandro vede Cameron offrendosi di aiutarlo ma il ragazzo si rifiuta in quanto non si fida di lui, e Alejandro lo lascia al suo destino finendo catturato anche lui. Cameron rischia di cadere in acqua ma viene salvato da Gwen. Mal ritorna con una pietra enorme per colpire Cameron, ma non trovandolo abbassa la guardia e viene preso da Zeke alle spalle senza accorgersene. A questo punto rimangono Cameron e Gwen. Alejandro dice che ha visto Cameron ma non era in condizione di aiutarlo e Mal lo rimprovera per averlo lasciato lì. Ad un certo punto arriva Chef con un bazooka per salvare Chris, ma viene battuto da Zeke, poi appare Cameron che cerca di distrarre Zeke per permettere a Gwen di colpirlo. Il suo piano funziona ma Cameron si fa molto male e di conseguenza Chris decide di eliminarlo. Così il ragazzo-bolla viene scaricato dal gabinetto. Prima della sciacquata Mal confessa a Cameron che Mike è "andato via" e che quindi comanda lui con Cameron impossibilitato a dirlo agli altri a causa delle bende che lo ricoprono.
- Vincitori: Gwen
- Eliminazioni: Cameron
- Sull'isola dei teschi: Alejandro

## La coppia vincente
- Titolo originale: The Obsta-kill Kourse

### Trama
Dentro la sua mente, Mike incontra Svetlana intenta a scolpire sculture di burro a causa di Mal e cerca di liberarla. Nel frattempo Mal vuole sbarazzarsi di Alejandro (che a sua insaputa ha nascosto in hotel un DVD coi filmati che smascherano Mal) e cerca di portare Zoey dalla sua parte mentre Courtney si rimette con Scott cercando di tenere nascosta a Gwen la faccenda del bacio con Cameron. Chris mostra la nuova sfida che consiste in una specie di percorso a ostacoli. Durante la sfida Mal (che si dimostra molto forte) e Alejandro si affrontano più volte col ragazzo che mostra di poter utilizzare anche i poteri delle altre personalità quando evoca Svetlana. Questo finché Mike non riesce a liberarla privandolo del suo potere, con Chester i tre continuano il viaggio verso la torre. Nel frattempo vedendo Gwen e Zoey simpatizzare, Courtney fraintende e si lascia scappare la vicenda del bacio. Mal riesce a convincere gli altri a votare contro Alejandro incolpandolo per aver abbandonato Cameron ed averlo istigato a baciare Courtney. Alla fine Mal lascia la vittoria a Zoey mentre lui si occupa di fermare Alejandro impedendogli di vincere. Il piano riesce e alla cerimonia di eliminazione viene votato Alejandro con Zoey che decide di portare Mike (anche se in realtà è Mal) nel resort come premio. Prima di essere sciacquato via Alejandro lancia un messaggio criptico in cui dice che il segreto (riferendosi al DVD) si trova nell'opera d'arte.
- Vincitori: Zoey
- Eliminazioni: Alejandro
- Sull'isola dei teschi: Gwen

## Gusti misti
- Titolo originale: Sundae Muddy Sundae

### Trama
Nel resort Mal cerca di scovare il DVD senza successo insospettendo Zoey. Nel suo subconscio Mike trova Vito, costretto a recitare un numero da ventriloquo con un pupazzo di Mal il quale lo usa per minacciare il gruppo di Mike. Ma Mike lo distrugge e convince Vito ad unirsi al gruppo. Intanto Courtney mostra nel confessionale un disegno nel quale illustra come voglia arrivare in finale con Scott (sicura che questi le darà la vittoria poiché innamorato di lei) tradendo così la fiducia di Gwen. Ma Mal le ruba il disegno mostrandolo agli altri così che Courtney perde sia la fiducia di Gwen che quella di Scott. Chris illustra la sfida che consiste nel creare un gelato usando quattro ingredienti sparsi per tutta l'isola. I ragazzi si sfidano così cercando di anticiparsi l'un l'altro con Courtney che tenta senza successo di ricucire i rapporti con Gwen e Scott. L'ultimo ingrediente, il cioccolato, è protetto da un fiore sputafuoco; Mal fa andare avanti Zoey e blocca il fiore facendolo esplodere. A causa di ciò il cioccolato viene rovinato e Courtney lo sostituisce con del fango. La ragazza arriva a destinazione prima degli altri però Chris fa assaggiare il loro stesso gelato e Courtney, scoprendo che dentro il suo c'è del fango, non ci riesce così perde il suo primo posto. Alla cerimonia d'eliminazione la ragazza finisce eliminata e viene scaricata costretta a mangiare lo stesso il suo gelato. Con rabbia di Mal solo a Zoey, vincitrice della sfida, viene permesso di stare nel resort.
- Vincitori: Zoey
- Eliminazioni: Courtney
- Sull'isola dei teschi: nessuno

## L'audace e il bel bottino
- Titolo originale: The Bold and the Booty-ful

### Trama
Zoey trova il DVD nascosto da Alejandro che smaschera Mal che finge di essere Mike sentendosi stupida a non essersene accorta. Chris annuncia che la sfida giornaliera prevede 2 eliminazioni, ogni concorrente dovrà trovare un oggetto scelto casualmente tramite la scelta di un forziere. A Zoey tocca lo yeti, a Gwen un ritratto di Chris nella vecchia abitazione (il cottage distrutto da Duncan nell'episodio 8, La Corsa Sabotata), a Scott un diamante di Zanna (lo squalo) mentre a Mal toccherà trovare la statuetta del Chris d'Oro, scomparsa sicuramente nella miniera che Chris in passato ha noleggiato per i rifiuti tossici dal colore delle statue della 4 stagione. Mal non ha la più pallida idea di dove cercarla, rinuncia e prova a sabotare i concorrenti. Inizia con Gwen cercando di colpirla con un tubo di metallo, ma Gwen se ne accorge e allora Mal finge di aiutarla. Gwen cerca un alleato, dato che ora non ha più amici: prova a parlare con Scott, ma per colpa di Mal, Scott rifiuta. Fingendo di aiutarla, Mal fa crollare parte della struttura su Gwen lasciandola seppellita e se ne va sghignazzando. Tuttavia poi Gwen si libera e trova il ritratto di Chris, danneggiandolo per sbaglio. Intanto, nel subconscio di Mike, lui e le sue personalità incontrano Manitoba, che brucia i suoi sogni, chiedendogli perché mai dovrebbe aiutarlo indifferente al fatto se comanda Mike o Mal. Svetlana spiega che Mike è il migliore di tutti loro e alla fine si mettono d'accordo per andare alla torre. Arrivati alla fine della prova Chris squalifica Gwen per avergli sabotato il ritratto. Zoey vince per la terza volta e quando ha la possibilità di eliminare un concorrente a sua scelta essa, rivelando di aver scoperto la verità, sceglie Scott perché vuole sfidare personalmente Mal e salvare Mike.
- Vincitori: Zoey
- Eliminazioni: Gwen e Scott

## L'isola che non c'è
- Titolo originale: The Final Wreck-ening

### Trama
Chris annuncia la sfida finale tra Zoey e Mal, scalare tre fossati (con una trappola diversa per ogni piano) dove in cima si trova una spada protetta da Chef e il primo che la estrarrà dalla roccia sarà il vincitore. Prima però i due dovranno cercare di far scoppiare i palloncini con gli ex concorrenti per scegliere chi li aiuterà (i palloncini sono gonfiati da Owen, tornato per un cameo). Zoey prende come aiutanti Cameron e Gwen. Mal invece prende Alejandro ed Heather, e dice che se lo ostacoleranno non esiterà a prendersela con loro. Nel frattempo, Mike e le sue altre personalità arrivano alla torre e lì scoprono che l'unico modo per fermare Mal è premere il pulsante che farà sparire anche le altre personalità. Mike rifiuta, ma gli altri lo incoraggiano e lo premono insieme. Nel frattempo Cameron e Gwen aiutano Zoey mentre Heather ed Alejandro sono più occupati a pomiciare tra loro. Alla fine Mike riacquista il controllo e sconfigge Mal che sparisce; giusto in tempo per salvare Zoey dimostrando di avere tutti i poteri delle sue personalità (come l'agilità di Svetlana e la forza di Vito). Successivamente Mike e Zoey si danno un bacio commovente e lo stesso fanno Heather e Alejandro, mentre Gwen da un bacio sulla guancia a Cameron. Chris è arrabbiato perché tutti adesso vanno d'amore e d'accordo e allora cambia le regole annunciando che tutti possono vincere il milione. Heather ed Alejandro cercano subito di approfittarne, ma la prima è fermata da Gwen mentre Mike prende il dente di Zanna e lo dà ad Alejandro per farlo inseguire. Chef cerca di colpire Mike e Zoey per impedirgli di raggiungere la spada, ma Mike riesce a distrarlo colpendolo. Zoey, allora, raggiunge la spada e la estrae, aggiudicandosi il milione di dollari e diventando così la vincitrice di "A tutto reality - All-Stars". Però, a causa di una trivella idraulica usata da Chef per costruire i fossati, il terreno comincia a bucarsi facendo uscire enormi spruzzi d'acqua facendo così sprofondare l'isola e distruggendo l'hotel Benessere, la capanna, la mensa e tutto quello che si trova sull'isola. 
Nel finale alternativo il vincitore è Mike: infatti, quando Chef cerca di attaccare i due finalisti, sarà Zoey a distrarlo e Mike ne approfitta per estrarre la spada. Chris annuncia un nuovo cast e una nuova location per la prossima stagione.
- Vincitori: Zoey (Mike nel finale alternativo)
- Eliminazioni: Mike (Zoey nel finale alternativo)
- Premio: 1000000 $